# 乌塞德
乌塞德，是西班牙阿拉贡自治区萨拉戈萨省的一个市镇。 总面积85平方公里，总人口271人（2018年），人口密度4人/平方公里。